# Norma Blum
Norma de Lacerda Blum (Río de Janeiro, 11 de octubre de 1939) es una actriz, presentadora y escritora brasileña.
A los doce años, Norma Blum ingresó en la TV Tupi, dando clases de inglés como asistente de su padre, el profesor Robert Blum. En 1954, pasó a integrar el cuadro fijo de actores de la TV Tupi, habiendo participado en la mayoría de los programas de la época, como el Teatro de Comedia, comandado por Maurício Sherman, el Gran Teatro Tupi, dirigido por Sérgio Britto y Fernando Torres y el Teatrito Trol, de Fábio Sabag.
En 1964 fue invitada a participar del elenco de estreno de la Rede Globo. En su primer trabajo en la emisora, participó del programa Romance na Tarde, donde hacía la presentación de películas y realizaba entrevistas con actores y cantantes. También participó en los especiales de Dercy Gonçalves y de telenovelas, como A Gata de Vison, en 1968. Al lado de Hilton Gomes, comandó la presentación del Festival Internacional da Canção de 1968 y el de 1969.
En diciembre de 2010, fue agraciada con la comenda de la Orden del Ipiranga por el Gobierno del Estado de São Paulo.

## Filmografía

### Televisión
| Año  | Título                           | Papel                                       | Notas                                |
| ---- | -------------------------------- | ------------------------------------------- | ------------------------------------ |
| 1955 | Grande Teatro Tupi               |                                             |                                      |
| 1957 | A Canção de Bernadette           | Maria                                       |                                      |
| 1965 | Romance na Tarde                 | Presentadora                                |                                      |
| 1965 | Ilusões Perdidas                 |                                             |                                      |
| 1966 | Os Irmãos Corsos                 | Isabella                                    |                                      |
| 1967 | O Homem Proibido                 | Pamela Abbott                               |                                      |
| 1968 | Festival Internacional da Canção | Presentadora                                |                                      |
| 1968 | A Gata de Vison                  |                                             |                                      |
| 1969 | A Última Valsa                   | Clara de Olemberg                           |                                      |
| 1969 | Festival Internacional da Canção | Presentadora                                |                                      |
| 1975 | Pluft, o Fantasminha             | Maribel                                     |                                      |
| 1975 | Senhora                          | Aurélia Camargo                             |                                      |
| 1975 | Bravo!                           | Elvira                                      | Participación especial               |
| 1976 | Vejo a Lua no Céu                | Suzana                                      |                                      |
| 1976 | La esclava Isaura                | Malvina Fontoura                            |                                      |
| 1980 | Marina                           | Sônia                                       |                                      |
| 1981 | Ciranda de Pedra                 | Frau Herta                                  |                                      |
| 1982 | Caso Verdade                     | Nadir                                       | Episodio: "O Menino do Olho Azul"    |
| 1982 | Caso Verdade                     | Episodio: "Um Peixe Fora D'água"            |                                      |
| 1982 | Elas por Elas                    | Marieta                                     |                                      |
| 1982 | Caso Verdade                     |                                             | Episodio: "A Caçadora de Vampiros"   |
| 1983 | Maçã do Amor                     | Condesa Lílian                              |                                      |
| 1984 | Caso Verdade                     |                                             | Episodio: "Renúncia"                 |
| 1984 | Caso Verdade                     | Episodio: "Blumenau, Tudo Azul"             |                                      |
| 1984 | Caso Verdade                     | Episodio: "Não Roubarás"                    |                                      |
| 1985 | Caso Verdade                     |                                             | Episodio: "Os Gêmeos"                |
| 1985 | Caso Verdade                     | Episodio: "Vivendo e Aprendendo"            |                                      |
| 1986 | Sinhá Moça                       | Nina Teixeira                               |                                      |
| 1987 | Bambolê                          | Carmem                                      |                                      |
| 1989 | Cortina de Vidro                 | Clarisse                                    |                                      |
| 1990 | Lua Cheia de Amor                | Maria Cecília                               |                                      |
| 1992 | Você Decide                      |                                             | Episodio: "Na Marca do Pênalti"      |
| 1992 | Anos Rebeldes                    | Valquíria Galvão                            |                                      |
| 2001 | Pícara Sonhadora                 | Leonor Lucchini                             |                                      |
| 2003 | Celebridade                      | Hercília Prudente da Costa                  |                                      |
| 2004 | La esclava Isaura                | Gertrudes Almeida                           |                                      |
| 2005 | Floribella                       | Corina Bittencourt                          | Temporada 1                          |
| 2006 | Alta Estação                     | Dona Sofia                                  | Participación especial               |
| 2007 | Malhação                         | Dionísia Pimenta                            | Temporada 14                         |
| 2009 | Tudo Novo de Novo                | Dona Luci                                   | Episodio: "Evasões"                  |
| 2009 | Cuna de gato                     | Hermana Andréia                             |                                      |
| 2011 | Insensato corazón                | Olga Brandão                                |                                      |
| 2012 | As Brasileiras                   | Glédis                                      | Episodio: "A Culpada de BH"          |
| 2012 | Carrusel                         | Ruth Soares                                 | Participación especial               |
| 2013 | Malhação Casa Cheia              | Monja                                       | Temporada 21; Participación especial |
| 2013 | Preciosa perla                   | Mama Francesca Baldo                        |                                      |
| 2015 | A través del tiempo              | Hermana Lúcia (1ª fase) / Matilde (2ª fase) |                                      |